# Srontgorrth
Srontgorrth: Die Macht erfaßte das meine wie die Angst das Blut der anderen ist das zweite Musikalbum der deutschen Extreme-Metal-Band Nagelfar, das 1999 veröffentlicht wurde. Es ist ein Konzeptalbum mit dem Motiv der vier Jahreszeiten. Das Intro-Riff des ersten Lieds wird in den nachfolgenden Stücken mehrmals wiederaufgegriffen. Die drei ersten Stücke erschienen bereits auf den zwei ersten Demos und dem ersten Album der Band. Das vierte Stück wurde ganz ohne Gitarren eingespielt. Wie das Vorgängerwerk wurde das Album im Stage One Studio aufgenommen.
Die Band sieht Srontgorrth nicht als ihr zweites Album an, sondern eher das Nachfolgewerk Virus West.
Noch während der Aufnahmen des Albums verließ Sänger Jander wegen interner Probleme die Band. Er wurde im Herbst 1999 durch Zingultus (später bei Graupel und Endstille) ersetzt. Etwa zeitgleich mit der Veröffentlichung des Albums schloss sich der neue Bassist Chaos der Band an.

## Stil
Nagelfar spielen auf diesem Album sehr abwechslungsreichen Extreme Metal, der sich am Black Metal orientiert, diesem jedoch aufgrund der fehlenden satanistischen Thematik nicht zugeordnet werden kann. Es wurden im Gegensatz zum Vorgängeralbum vermehrt Keyboard und elektronische Passagen eingebaut, so werden im vierten Stück ausschließlich Synthesizer und Schlagzeug verwendet. Ansonsten wechseln sich schnelle Passagen mit Blastbeats und hohem Tempo mit ruhigeren und atmosphärischen Passagen ab.
Die Texte stammen vom ehemaligen Bassisten Sveinn Hackelnberg. Das lyrische Konzept von Srontgorrth vermachte er der Band bei seinem Ausstieg. Es handelt von dem Krieger Srontgorrth, der nach dem Ausbruch aus einem Gefängnis unbewusst danach strebt, seine Vergangenheit zu erfahren, die Gegenwart zu verstehen und in die Zukunft zu blicken. Die mehrfach wiederkehrenden Rückblicke werden musikalisch verdeutlicht.

## Rezeption
Das Album wurde vorwiegend positiv aufgenommen. So vergab metal.de 9 von 10 Punkten, mit der Anmerkung, dass die Synthesizer-Experimente nicht hätten sein müssen und dem Gesamtkonzept schaden. Metal1.info vergab 7,5 von 10 Punkten mit der Aussage, dass das Album nichts für konservative Black-Metal-Anhänger sei und dass das Vorgängerwerk weitaus stärker sei. Der verstärkte Einsatz von Synthesizern wird ebenfalls bemängelt. Fierce von Vampster hält diese für eine gute und interessante Idee, warnt aber auch davor, dass konservative Anhänger verschreckt sein könnten. Das Rock-Hard-Magazin nahm das Album in die Liste der „250 Black-Metal-Alben, die man kennen sollte“ auf.

## Titelliste
1. Kapitel Eins. Der Frühling: Als die Tore sich öffnen... (Freiheit oder Untergang?) (16:43)
  - Sonnenfinsternis Eins: Zeit der Schatten
  - Eine Geburt
  - Sonnenfinsternis Zwei: Unter neuen Wolken
  - Wind der Verwesung
2. Kapitel Zwei. Der Sommer: Die Existenz jenseits der Tore (Begreifen des Bewußtseins ist Streben nach Wissen) (16:08)
  - Mein Thron auf den Leibern verstorbener Freunde
  - Mondschatten
3. Kapitel Drei. Der Herbst: Endzeit (Vernunft siegt über Nostalgie) (9:17)
4. Kapitel Vier. Der Winter: Trümmer (9:34)
5. Kapitel Fünf. Willkommen zu Haus (...denn keine Sonne schmelzt mich, das Licht, die Freiheit, den Untergang) (18:06)

Die Wiederveröffentlichung als Doppel-CD enthält frühere Versionen der Lieder: Kapitel 1 und Kapitel 2 wurden von den Demos genommen und neu abgemischt, Kapitel 3 entstammt dem Debüt Hünengrab im Herbst. Als viertes Lied ist noch eine später entstandene und bis dato unveröffentlichte Proberaumaufnahme mit Zingultus als Sänger enthalten.